# V766 Центавра
V766 Центавра (известная также как HR 5171 A и HD 119796) — звезда в созвездии Центавра. Находится на расстоянии в 12 тыс. св. лет от Солнца.

## Описание
Масса V766 Центавра в 39 раз больше солнечной массы. Её светимость в миллион раз больше светимости Солнца. По расчётам учёных, радиус звезды составляет 1490 радиусов Солнца. Жёлтый гипергигант спектрального класса К0.
У звезды V766 Центавра есть одна поразительная особенность. Она является двойной звездой, причём её компаньон HR 5171 B спектрального класса B0 имеет меньшие размеры (27,7 R☉) и расположен настолько близко, что почти соприкасается с жёлтым гигантом. Период его обращения вокруг V766 Центавра составляет 1300 земных суток.